# 杉本友
杉本 友（すぎもと ゆう、1973年6月19日 - ）は、埼玉県所沢市出身の元プロ野球選手（投手）。

## 経歴
小学3年の時に野球を始める。中学時代は捕手、埼玉県立川越高等学校では一塁手だった。卒業後は高校野球の監督を目指すために一浪し、筑波大学第三学群基礎工学類に入学。変換工学を専攻したという経歴を持つ。3年次からエースとなり首都大学リーグの大東文化大学戦でノーヒットノーランを達成し、脚光を浴びる。4年秋にはエースとしてリーグ戦優勝に貢献し、明治神宮野球大会に出場。初戦で完投するも延長サヨナラ負け。大学時代のニックネームは、「首都リーグのドクターK」。大学通算18勝11敗、246奪三振、防御率2.42、最優秀投手2回、ベストナイン1回。同じリーグの同期に森中聖雄（東海大）、小林雅英（日体大）という好投手がおり、凌ぎを削った。
1996年度ドラフト会議にてオリックス・ブルーウェーブから1巡目指名を受け、入団。国立大学出身者初のドラフト1巡目選手として注目を集める。
1年目の1997年アマチュア時代のトルネード投法からの変更に時間がかかり、シーズンに優勝争いの終盤に一軍に昇格。そのまま先発ローテーションに入り、3勝を挙げたが翌1998年シーズンは開幕2戦目に先発登板したがに0勝7敗(先発6敗、リリーフ1敗)でシーズンを終えるなどなかなか才能が開花せず、2000年シーズンオフに戸叶尚、進藤達哉、新井潔との交換トレードで、前田和之、小川博文と共に横浜ベイスターズへ移籍。
2003年シーズンオフに横浜から戦力外通告を受け、ヤクルトスワローズにテスト入団。中継ぎ投手として自己最多の登板を果たすが翌年の2005年シーズンオフにヤクルトから再び戦力外通告を受け、現役を引退。
2010年より教員を務める仁川学院高等学校の野球部のコーチに就任。
2018年に開明高校から学校を移り、同年より西宮甲山高校の教員を務める。　
2022年より兵庫県立宝塚西高等学校の教員を務め、野球部の監督に就任。理科の物理を担当している。

## 人物
- プロボクシング元WBC世界スーパーフライ級王者の徳山昌守は杉本の妻の妹の夫である[6]。

## 詳細情報

### 年度別投手成績
| 年 度     | 球 団      | 登 板 | 先 発 | 完 投 | 完 封 | 無 四 球 | 勝 利 | 敗 戦 | セ 丨 ブ | ホ 丨 ル ド | 勝 率 | 打 者 | 投 球 回 | 被 安 打 | 被 本 塁 打 | 与 四 球 | 敬 遠 | 与 死 球 | 奪 三 振 | 暴 投 | ボ 丨 ク | 失 点 | 自 責 点 | 防 御 率 | W H I P |
| --------- | ---------- | ----- | ----- | ----- | ----- | -------- | ----- | ----- | -------- | ----------- | ----- | ----- | -------- | -------- | ----------- | -------- | ----- | -------- | -------- | ----- | -------- | ----- | -------- | -------- | ------- |
| 1997      | オリックス | 8     | 7     | 0     | 0     | 0        | 3     | 3     | 0        | --          | .500  | 189   | 45.2     | 37       | 5           | 17       | 0     | 1        | 31       | 3     | 0        | 19    | 17       | 3.35     | 1.18    |
| 1998      | オリックス | 16    | 8     | 1     | 0     | 0        | 0     | 7     | 1        | --          | .000  | 234   | 47.2     | 54       | 5           | 38       | 1     | 0        | 39       | 2     | 1        | 36    | 32       | 6.04     | 1.93    |
| 1999      | オリックス | 10    | 4     | 0     | 0     | 0        | 2     | 2     | 0        | --          | .500  | 98    | 21.2     | 23       | 1           | 17       | 0     | 0        | 15       | 0     | 0        | 13    | 13       | 5.40     | 1.85    |
| 2000      | オリックス | 19    | 14    | 2     | 0     | 0        | 4     | 8     | 0        | --          | .333  | 349   | 77.0     | 79       | 11          | 40       | 0     | 4        | 65       | 2     | 0        | 53    | 49       | 5.73     | 1.55    |
| 2001      | 横浜       | 9     | 4     | 0     | 0     | 0        | 1     | 0     | 0        | --          | 1.000 | 109   | 26.1     | 24       | 1           | 8        | 0     | 1        | 18       | 2     | 0        | 7     | 7        | 2.39     | 1.22    |
| 2002      | 横浜       | 20    | 7     | 0     | 0     | 0        | 1     | 3     | 0        | --          | .250  | 236   | 53.2     | 54       | 6           | 19       | 2     | 2        | 44       | 2     | 0        | 29    | 27       | 4.53     | 1.36    |
| 2004      | ヤクルト   | 43    | 0     | 0     | 0     | 0        | 1     | 0     | 0        | --          | 1.000 | 201   | 46.1     | 57       | 12          | 9        | 0     | 0        | 44       | 3     | 0        | 32    | 27       | 5.24     | 1.42    |
| 2005      | ヤクルト   | 1     | 0     | 0     | 0     | 0        | 0     | 0     | 0        | 0           | ----  | 7     | 1.0      | 4        | 1           | 0        | 0     | 0        | 2        | 0     | 0        | 3     | 3        | 27.00    | 4.00    |
| 通算：8年 | 通算：8年  | 126   | 44    | 3     | 0     | 0        | 12    | 23    | 1        | 0           | .343  | 1423  | 319.1    | 332      | 42          | 148      | 3     | 8        | 258      | 14    | 1        | 192   | 175      | 4.93     | 1.50    |

### 記録
- 初登板：1997年8月28日、対近鉄バファローズ22回戦（グリーンスタジアム神戸）、5回1/3を5失点で敗戦投手
- 初奪三振：同上、1回表にタフィ・ローズから
- 初勝利：1997年9月17日、対日本ハムファイターズ26回戦（東京ドーム）、4回裏2死に2番手として救援登板、3回1/3を無失点
- 初先発勝利：1997年9月26日、対千葉ロッテマリーンズ22回戦（千葉マリンスタジアム）、6回2/3を1失点
- 初完投：1998年4月5日、対福岡ダイエーホークス2回戦（グリーンスタジアム神戸）、9回3失点で敗戦投手
- 初セーブ：1998年6月27日、対日本ハムファイターズ12回戦（グリーンスタジアム神戸）、6回表に2番手として救援登板・完了、4回無失点
- 初完投勝利：2000年4月13日、対千葉ロッテマリーンズ3回戦（グリーンスタジアム神戸）、9回2失点

### 背番号
- 18 （1997年 - 2000年）
- 19 （2001年 - 2003年）
- 44 （2004年 - 2005年）